# Ronald de Wolf
Ronald Michiel de Wolf (né le 28 janvier 1973 à Zaandam) est un informaticien néerlandais travaillant en informatique quantique.

## Biographie
Après avoir obtenu son diplôme d'études secondaires à Capelle aan den IJssel en 1991, Ronald de Wolf fait des études d'informatique à l'Université de Rotterdam (maîtrise 1996) ainsi que de philosophie (maîtrise 1997). À partir de 1997, il travaille au Centrum voor Wiskunde en Informatica (CWI) et à l'Université d'Amsterdam, où il obtient son doctorat en informatique (Quantum computing and communication complexity) en 2001 sous la supervision de Paul Vitányi et Harry Buhrman. Il est post-doctorant auprès d'Umesh Vazirani à l'Université de Californie à Berkeley ; de 2002 à 2006 il est au Centrum voor Wiskunde en Informatica (CWI), où il devient chercheur senior en 2007. Il est également professeur à l'Université d'Amsterdam depuis 2011.
Avec Harry Buhrman et d'autres, il développe une méthode générale pour déterminer les limites des ordinateurs quantiques, appelée la méthode polynomiale quantique. Toujours avec Buhrman, il montre que les ordinateurs quantiques sont beaucoup plus efficaces pour certains problèmes (comme la détermination des empreintes digitales quantiques). Avec Kerenidis, il applique l'informatique quantique à un problème informatique classique et détermine des bornes inférieures exponentielles pour la longueur des codes correcteurs d'erreurs localement décodables (en utilisant 2 bits du mot de code pour décoder un bit). Auparavant, seules des bornes inférieures polynomiales avaient été trouvées à l'aide de méthodes informatiques classiques. La méthode a également fourni de nouveaux protocoles cryptographiques.

## Reconnaissances
En 2003, il reçoit le prix Cor Baayen de l'ERCIM (European Research Consortium for Informatics and Mathematics). 
En 2014, il obtient un consolidator grant du Conseil européen de la recherche et une bourse TOP de l'organisme de recherche néerlandais NWO.
Il ne doit pas être confondu avec le critique américain de scientologie Ronald DeWolf.

## Publications
- Shan-Hwei Nienhuys-Cheng et Ronald  de Wolf, Foundations of inductive logic programming, Berlin, Springer, coll. « Lecture Notes in Artificial Intelligence, Lecture Notes in Computer Science » (no 1228), 1997, xvii +  404 (ISBN 3-540-62927-0, zbMATH 1293.68014).
- Robert Beals, Harry Buhrman, Richard Cleve, Michele Mosca et Ronald de Wolf, « Quantum lower bounds by polynomials », Journal of the ACM, vol. 48, no 4,‎ 2001, p. 778–797 (DOI 10.1145/502090.502097, MR 2144930, arXiv quant-ph/9802049)
- Harry Buhrman, Richard Cleve, John Watrous et Ronald de Wolf, « Quantum fingerprinting », Physical Review Letters, vol. 87,‎ 2001, article no 167902 (arXiv quant-ph/0102001)
- Iordanis Kerenidis et Ronald de Wolf, « Exponential lower bound for 2-query locally decodable codes via a quantum argument », Proceedings of the thirty-fifth annual ACM symposium on Theory of computing (STOC '03),‎ 2003, p. 106–115 — version finale « id. », Journal of Computer Systems Science, vol. 69,‎ 2004, p. 395-420
- Dmitry Gavinsky, Julia Kempe, Iordanis Kerenidis, Ran Raz et Ronald de Wolf, « Exponential separations for one-way quantum communication complexity, with applications to cryptography », Proceedings of the thirty-ninth annual ACM symposium on Theory of computing (STOC '07),‎ 2007, p. 516–525. — Version finale : « id. », SIAM Journal on Computing, vol. 38,‎ 2008, p. 1695-1708
- Dmitry Gavinsky, Julia Kempe, O. Regev et Ronald de Wolf, « Bounded-error quantum state identification and exponential separations in communication complexity », SIAM Journal on Computing, vol. 39,‎ 2009, p. 1-39 — version antérieure dans STOC 2006
- Harry Buhrman, Richard Cleve, Serge Massar et Ronald de Wolf, « Nonlocality and communication complexity », Rev. Mod. Phys., vol. 82,‎ 2010, p. 665-698 (arXiv 0907.3584)
- S. Samuel Fiorini, Serge Massar, Sebastian Pokutta, Hans Raj Tiwary et Ronald de Wolf, « Linear vs. semidefinite extended formulations: exponential separation and strong lower bounds », Proceedings of the forty-fourth annual ACM symposium on Theory of computing (STOC '12),‎ 2015, p. 95–106 — version ultérieure : « Exponential Lower Bounds for Polytopes in Combinatorial Optimization », Journal of the ACM, vol. 62, no 2,‎ 2012, article no 17 (23 p.)
- V. Chen, E. Grigorescu et Ronald de Wolf, « Efficient and Error-Correcting Data Structures for Membership and Polynomial Evaluation », SIAM Journal on Computing, vol. 42,‎ 2013, p. 84-111